# Brian Urlacher
Brian Keith Urlacher (rođen 25. svibnja, 1978.) američki je igrač američkog nogometa (eng. football) u momčadi Chicago Bears u NFL natjecanju. 
Urlacher, peterostruki igrač na Pro Bowlu, dokazao se kao jedan od najproduktivnijih linebackera (obrambenih igrača) NFL-a. Smatra se jednim od najboljih obrambenih igrača u NFL-u, osvojivši NFL nagradu za najboljeg početnika godine (NFL Rookie of the Year Award) 2000. godine, te nagradu za najboljeg NFL obrambenog igrača godine (NFL Defensive Player of the Year Award) 2005., tako postavši tek peti igrač u povijesti NFL-a koji je osvojio obje nagrade. Kao igrač obrane Chicago Bearsa oborio je nekoliko rekorda.

## Rani život
Brian Urlacher sin je Brada i Lavoyde Urlacher. Rođen je u Pascou, Washington. Roditelji mu se rastaju u kasnim 1980-im, a skrbništvo nad Brianom i njegovom braćom dobiva majka Lavoyda Urlacher. Lavoyda se tada seli u Lovington, New Mexico, pokušavši započeti novi život. Dok je njegova majka radila nekoliko poslova da bi prehranila obitelj, Brian je počeo trenirati nekoliko sportova. S vremenom, razvio je zanimanje za američki nogomet. Urlacher je upotrijebio svoju sirovu snagu, agilnost, i brzinu odvevši momčad srednje škole Lovington, Wild Catse, do savršene sezone s rezultatom 14 pobjeda - 0 poraza. Urlacher se pokazao prijetnjom u svakoj fazi igre.

## Koledž
Iako je Urlacher pohađao Teksaško Tehničko Sveučilište, njegovi snovi su prekinuti kada mu sveučilište nije ponudilo stipendiju za sportaše. Jedine obrazovne institucije koje su pokazale zanimanje za njega bilo je Sveučilšte New Mexico i  Državno Sveučilište New Mexico. Naposljetku, odlučio je pohađati Sveučilište New Mexico. Urlacher nije mnogo igrao kao brucoš 1996. godine, jer je glavni trener momčadi Dennis Franchione preferirao starije studente. Više je igrao kao student 2. godine kada je Sveučilište New Mexico završilo sezonu s omjerom 9-4 i osvojilo nagradu Western Athletic Conference Mountain divizije. No, izgubili su utakmicu 41-13, od Državnog Sveučilišta Colorado. Unatoč porazu, pozvan je da igra utakmicu na Insight Bowlu gdje je njegova momčad također poražena od Sveučilišta Arizone, 20-14.
U sezoni 1997., Franchione odlazi iz New Mexica na mjesto pozicije trenera Teksaškog Kršćanskog Sveučilišta. Rocky Long, bivši polaznik sveučilišta i obrambeni koordinator za UCLA, pomogao je Urlacheru u postizanju nacionalnog ugleda. Pod vodstvom Longa, Urlacher postaje "Lobo-Back", mješavina između linebackera i defensive backa. Iskazao se u Longovoj 3-3-5 obrambenoj formaciji.
Postigao je rekord od 422 tacklea (zaustavljanja protivničkih igrača), što je bio 3. najbolji rezultat u povijesti škole, 3 presretanja, 11 force fumblea (ispadanje lopte iz ruku protivničkog igrača kao posljedica tacklea) i sackova (rušenja protivničkog quarterbacka (dodavača) u napadu iza line of scrimmagea, tj. obarmbene linije napada kojoj je cilj zaštititi quarterbacka). Također, bio je stručnjak za povratne lopte (eng. return specialist) i wide receiver (primatelj lopte, na rubu napadačke formacije), uhvativši sedam dodavanja za 6 polaganja (eng. touchdown). Zaradio je nekoliko odlikovanja tijekom igranja na koledžu, među kojima je i uvrštavanje u All-American momčad, koja se sastoji od najperspektivnijih atleta među amaterima. Ulaskom u NFL Draft 2000. godine, smatran je jednim od najtalentiranijih budućih profesionalnih sportaša u zemlji.

## Profesionalna karijera

### Put ka uspjehu
Tijekom NFL Drafta 2000., Urlachera izabiru Chicago Bearsi kao deveti izbor prvog kruga drafta. Na početku sezone, Urlacher nakratko gubi mjesto u prvoj momčadi od Rosevelta Colvina. No, ozljeda Barryja Mintera omogućila je Urlacheru da popuni prazno mjesto u obrani na mjestu srednjeg linebackera. Nakon dobre igre u utakmici protiv New York Giantsa, postaje instant zvijezda, s preko 30 tacklea u sljedeće dvije utakmice. Čak ga niti manja ozljeda nije spriječila da osvoji nagradu za najboljeg početnika 2000. godine, zajedno s pozivnicom za njegov prvi Pro Bowl. Tijekom sljedeće dvije godine, Urlacher se dokazao kao najproduktivniji linebacker u NFL-u, s 313 tacklea, 14 sackova i 5 presretanja.
Pod vodstvom novoga trenera Dicka Jaurona, Bearsi su mnoge iznenadili svojom igrom tijekom NFL sezone 2001. godine. Uz Urlacherovu pomoć, Beasri su su tri puta uspjeli sustići nepovoljan rezultat da bi naposljetku i pobijedili u utakmicama. Tijekom petnaestog kola sezone 2001., lažni field goal (gol postigunut ispucavanjem lopte s terena) omogućio je šuteru Bradu Maynardu dodavanje lopte Urlacheru koji je napravio polaganje. Ova pobjeda dovodi Bearse do drugog kola divizijskog play-offa u National Football Conferenceu (NFC).
Unatoč iznimno produktivnoj obrani, Bearsi su izgubili play-off utakmicu od Philadelphia Eaglesa. Nažalost, nakon pobjedničke sezone 2001. uslijedile su tri prosječne godine. Prije početka sezone 2004. otpušten je trener Dick Jauron, a na njegovo mjesto dolazi Lovie Smith. Nakon početka sezone u ligi NFC Sjever, Urlacher je pretrpio nekoliko ozljeda, zbog kojih je gotovo cijelu sezonu izbivao s terena.

### Monster of the Midway
Unatoč katastrofalnom početku sezone 2005., Bearsi su uspjeli izvući devet pobjeda u nizu, što ih je naposljetku odvelo u play-off utakmicu protiv Green Bay Packersa na Božić. Urlacher je odigrao ključnu ulogu; nanizao je najmanje 10 tackleova u sljedećih šest utakmica, vodeći momčad s ukupno 121 tackleom. Zbog njegova vodstva i odluka na terenu, obrana Bearsa postaje najbolja obrana u NFL-u. Prije završetka sezone, Urlacher je nagrađen nagradom za najboljeg obrambenog igrača i pozivnicom za Pro Bowl. Sljedećeg tjedna, Carolina Panthers porazili su Chicago Bearse rezultatom 29-21 u divizijskoj play-off utakmici.
Bearsi su započeli sezonu 2006. pobijedivši u devet od jedanaest utakmica. Urlacher je odlično odigrao protiv Arizona Cardinalsa tijekom šestog tjedna Monday Night Footballa. Iako su gubili za 20 bodova, pod Urlacherovim vodstvom uspjeli su stići do pobjede rezultatom 24-23. Urlacher je uspio istrgnuti loptu Edgerrinu Jamesu i svojoj momčadi omogućiti ključno polaganje. U toj utakmici zabilježio je 18 tackleova. Kasnije, uspio se oporaviti od ozbiljne ozljede nožnog prsta i odvesti Bearse u još jednu pobjedu rezultatom 38-20 protiv New York Giantsa, s presretanjem u zoni polaganja u sljedećoj utakmici proitv New York Jetsa. Urlacher i Bearsi su završili sezonu rezultatom 13-3, te kao pobjednici NFC play-offa. Urlacher je odabran kao početni središnji linebacker u Pro Bowlu 2007. i imenovan članom "2006 All-Pro" močadi po izboru Associated Pressa. Također, bio je na četvrtom mjestu u izboru za najboljeg obrambenog igrača 2007. godine.
Urlacher je sezonu završio s tri presretanja i 141 tackleom, što je bio najbolji rezultat NFC-a, te ga dovodi do njegova petog Pro Bowla. Igrao je ključnu ulogu u pobjedama Bearsa u post-sezonskim utakmicama protiv Seattle Seahawksa i New Orleans Saintsa. Naposljetku, Bearsi su osvojili NFC prvenstvo, ali izgubili od Indianapolis Coltsa, 29-17, u Super Bowlu XLI. Urlacher je morao propustiti utakmicu Pro Bowla zbog prijašnje ozljede nožnog prsta.

### Reputacija
Nakon uspješne početne sezone, Urlacher je uspio steći popularnost među navijačima. Nedvojbeno, još uvijek je jedan od najpopularnijih igrača Chicago Bearsa. Navijači Bearsa smatraju Urlachera jednim od "Monsters of the Midway" ekipe,  nazivom kojim su nazivali vrlo uspješnu momčad Bearsa 1940. i 1941., te "Valhalla" of the Bears ikonom uključujući Dicka Butkusa, Billyja Georgea i  "Samurai" Mikea Singletaryja. Na nacionalnoj razini, dresovi s imenom Briana Urlachera prodaju se u jednakim količinama kao dresovi NFL ikona poput Michaela Vicka i Bretta Favrea. Navijači diljem zemlje pet puta su izglasali Urlacherovo pojavljivanje u Pro Bowlu. Urlacherovi suigrači i treneri hvale njegov karakter i atletske sposobnosti. Godine 2007., suigrač Tank Johnson pozvao je Urlachera da svjedoči na njegovu suđenju.
No, neki skeptici i kritičari smatraju Urlachera precijenjenim. Urlacherovo izbivanje zbog ozljeda navelo je kritičara Chicago Sun Timesa, kolumnista Jaya Mariottija da ga imenuje najprecijenjenijim igračem u NFL-u 2004. godine. Čak i nakon oporavka i osvajanja nagrade za najboljeg obrambenog igrača 2005., anketom iz 2006. časopisa Sports Illustrateed proglašen je drugim najprecijenjenijim igračem NFL-a, nakon Tarrella Owensa. Urlacher nije bio pogođen rezultatima ankete. Tijekom jednog intervjua izjavio je: "Pogledajte snimke. Ne znam što ljudi govore, ali ne zabrinjavam se previše oko toga. Sve što mogu učiniti je izaći na teren i dobro igrati, potruditi se da moja momčad pobjedi. To ću i nastaviti činiti."

## Privatni život
Iako se Urlacher može činiti zastrašujućim, njegovi suigrači često ga kritiziraju da nije dovoljno "zločest". Urlacher ima osjećajnu stranu, koju često koristi za pomoć drugima. Godine 2002., pojavio se u američkom Kolu sreće i osvojio preko $47 000 u dobrotvorne svrhe. Urlacher, zajedno s drugim igračima Chicago Bearsa, prodavao je potpisane suvenire za pomoć financiranju tzv. Special Olympics igara za osobe s mentalnom zaostalošću i problemima u razvoju. Nadalje, Urlacher sudjeluje u dobrotvornim akcijama još od dana dok je bio na Sveučilištu New Mexico, gdje je često dobrotvorno sudjelovao u mnogim priredbama.
Urlacher trenutno živi sa svojim kćerima iz braka s Laure, Pamelom i Riley, te ima pravo posjećivati sina Kennedyja. Njegov mlađi brat Casey, živio je s Brianom prije početka karijere u Arena Football Leagueu. Urlacher je bio oženjen Laurom, ali par se razveo. Nakon razvoda, Urlacher je nakratko bio u vezi s Paris Hilton.
U lipnju 2005., Urlacher je sudjelovao u sudskoj parnici za skrbništvo nad drugim djetetom, Kenendyjem. Analizom DNK utvrđeno je da je Brian otac djeteta. Kennedyjeva majka, Tyna Robertson, već je ranije bila poznata medijima zbog optužbi protiv poznatog plesača Michaela Flatleya, te jednog liječnika iz Napervillea, Illinois, za seksualno napastovanje. U listopadu 2006., Robertson je odbila dovesti Kenendyja u Urlacherovu kuću u Lake Bluffu, Illinois, te pokrenula sudsku parnicu za skrbništvo nad djetetom. Naposljetku, odlukom suda utvrđeno je da oba roditelja imaju pravo viđati Kennedyja.
Također, Urlacher je i uspješni poslovni čovjek. Vlasnik je auto salona  Arhivirana inačica izvorne stranice od 27. prosinca 2008. (Wayback Machine) u Tucumariu, New Mexico. Pojavio se u nekoliko reklama za McDonald's, Domino's Pizza, Nike, i Campbell's Chunky soup. Nike je emitirao i posebne reklame o Urlacherovoj srednjoškolskoj karijeri, s video prilozima o njegovoj igri. No, Urlacher je naposljetku izjavio da se "ne osjeća neugdono" pri pojavljivanju u reklamama. Bio je igrač na naslovnici i glasnogovornik za igru NFL 2K3 programerskog studija Sega Sports. Tijekom konferencije za novinare prije Super Bowla XLI, Urlacher je nosio kapu promovirajući Vitaminwater, sponzora nepriznatog od NFL-a, za što je bio kažnjen novčanom kaznom u iznosu od $100 000.
Izvan američkog nogometa, Urlacher je veliki navijač Chicago Cubsa. Jednom je pozvan da otpjeva pjesmu Take Me Out to the Ball Game kao dio tradicije u baseballu. Također, voli gledati profesionalno hrvanje, a jednom se čak borio u pay-per-view događaju. No, uprava Bearsa zabranila mu je daljnje nastupe. Urlacher voli igrati golf u slobodno vrijeme. Tijekom jedne epizode AT&T’s Home Turfa otkrio je sobu u svojoj vili prepunu golf suvenira. Također, izjavio je da voli gledati Discovery Channel, National Geographic, i HBO-ovu seriju Entourage. Voli slušati mnogo vrsta glazbe, uključujući hip-hop, rap, rock i country glazbu.

## Vanjske poveznice
- Službena web stranica  Arhivirana inačica izvorne stranice od 9. veljače 2012. (Wayback Machine)
- Službeni profil na chicagobears.com  Arhivirana inačica izvorne stranice od 19. svibnja 2011. (Wayback Machine)
- Službene NFL statistike
- Brian Urlacher interview